# Revolució de Tunísia
La Revolució de Tunísia o Revolució del gessamí, també coneguda com les protestes de Tunísia i el juny del 2011, ja àmpliament coneguda com a Revolució tunisiana, va començar el 17 de desembre de 2010 quan un jove, Mohamed Bouazizi, venedor ambulant de fruites i verdures, es va immolar. Bouazizi era desesperat amb les seves condicions de vida i volia protestar contra l'acció de la policia, que li havia confiscat el carret de venda amb els productes. Les portestes van continuar per la reacció de la població davant de l'esdeveniment i l'increment excessiu dels preus dels aliments bàsics, la corrupció, les males condicions de vida dels habitants tunisencs i la falta d'oportunitats per superar la població la crisi econòmica que sofria el país des del 2008. Aquestes van ser les més importants dels últims trenta anys.
El president Zine El Abidine Ben Ali, que governava des de 1987, va exigir el cessament dels trets indiscriminats de les forces de seguretat contra els manifestants. De la mateixa manera, va manifestar que deixaria el poder el 2014 i va prometre llibertat d'informació en tots els mitjans de comunicació, inclòs Internet. Uns dies després, el 14 de gener de 2011, davant de la pressió de les protestes, el president va fugir del país a Aràbia Saudita i va cedir el poder al primer ministre Mohammed Ghannouchi. Durant la revolució es van contar 338 morts i 2.147 ferits.

## Protestes en diferents ciutats
Els disturbis van esclatar el 17 de desembre de 2010 quan un jove de 26 anys, Mohamed Bouazizi, es va cremar impregnant-se d'un líquid inflamable (autoimmolació) a la ciutat de Sidi Bou Zid per denunciar abusos administratius i les condicions de vida a Tunísia, després que la policia li confisqués sistemàticament el carret amb les fruites i llegums que venia al carrer, amb l'argument que li mancava el permís per a aquesta activitat. Des d'aquell dia les revoltes socials van ser protagonitzades per joves que cridaven consignes contra el govern, llançaven còctels molotov i s'enfrontaven a pedrades amb la policia. Subjeia el clima de descontentament per l'augment de l'atur (que frega el 15% i afecta sobretot als universitaris), la corrupció i l'empitjorament de la situació econòmica. Les sucursals bancàries, seus d'organismes oficials i comissaries van ser el principal objectiu de la ira dels tunisencs en les protestes.
La revolta va ser durament reprimida per la policia, els actes de la qual es van difondre amb gran viralitat per les xarxes socials. Això provocà que es produïssin noves immolacions i protestes arreu de Tunísia.
Els informes de les Nacions Unides van assenyalar que la majoria de les protestes era de naturalesa pacífic, i que les forces de seguretat havien reaccionat amb una força excessiva que no complia amb els estàndards internacionals. Les Nacions Unides van exigir que el Govern realitzés una investigació "transparent, creïble i independent sobre la violència i les morts". L'Alt Comissionat per a Tunísia va mostrar la seva preocupació pel gran nombre d'arrests produïts, "incloent-hi defensors dels drets humans, bloggers i activistes", i va lamentar els informes sobre l'ús de la tortura i els maltractaments als detinguts.

## Posició i conseqüències en el govern de Tunis
El Govern de Tunis va començar anomenant "actes terroristes" les protestes de la revolta, va desplegar l'Exèrcit i va implantar el toc de queda. El 12 de gener el primer ministre tunisenc, Mohammed Ghannouchi, va destituir el ministre d'Interior, Rafik Belhaj Kacem, i va anunciar que tots els detinguts des que van començar les protestes serien posats en llibertat. També va anunciar la promesa de crear 300.000 nous llocs de treball. El 13 de gener va ser el mateix president, Zine El Abidine Ben Ali, qui va prometre una important reforma econòmica i social al país. Va anunciar una baixada de preus de productes bàsics, llibertat d'informació i va assegurar que no tornaria a presentar-se a la reelecció. Amb l'increment també va dissoldre el Govern i va prometre convocar eleccions legislatives anticipades en un termini de sis mesos, però va fugir del país el 14 de gener deixant el poder en mans del primer ministre; va tractar d'arribar a França en un avió de l'exèrcit, però després del rebuig del país gal, va ser acollit a l'Aràbia Saudita.

### Doble relleu en la presidència de Tunísia

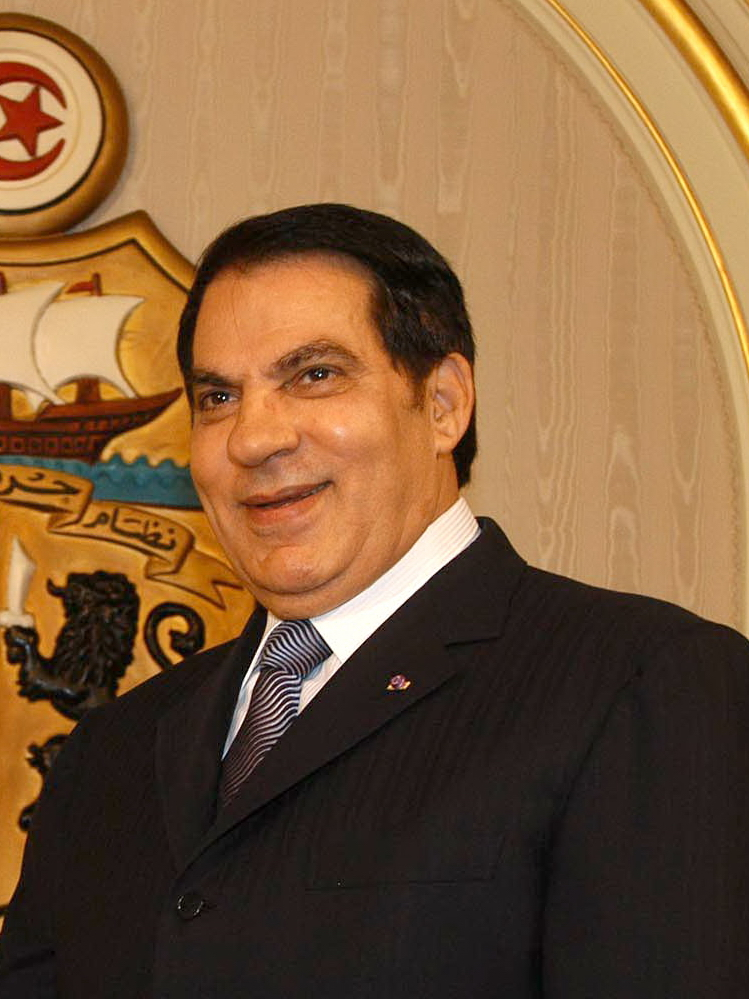
Imatge del president Zine El Abidine Ben Ali.

El primer ministre, Mohammed Ghannouchi, va assumir la presidència interina del país, al costat dels presidents del Congrés, Fuad Mabaza, i de la Cambra de Consellers (Senat), Abdelah Kallel, comprometent-se a respectar la Constitució i restaurar l'estabilitat: "Conforme a l'article 56 de la Constitució i en vista de la dificultat del cap d'Estat per assegurar la governabilitat del país, assumeixo a partir d'aquest moment el càrrec de president interí". Després d'assumir la presidència, es va declarar a tot el país l'estat d'excepció, prohibint-se tota concentració de persones en la via pública. De totes maneres, el Consell Constitucional va decretar el 15 de gener que davant la situació de "buit de poder" s'haurien de celebrar eleccions presidencials en un màxim de 60 dies i que, tal com dictava la Constitució, el president interí seria Fued Mebaza, que era president del Parlament i que en poques hores va jurar el càrrec.

### Eleccions a l'Assemblea Constituent
Després de la constant pressió social, el 23 d'octubre de 2011 es van celebrar les eleccions a l'Assemblea Constituent de Tunísia, guanyades pel partit islamista moderat Ennahda. Moncef Marzouki, cap del Congrés per a la República, fou elegit president del país.

## Posició i situació de les forces polítiques opositores
Les forces de l'oposició van criticar la "violenta repressió" de les manifestacions i van demandar al Govern que establís un diàleg nacional entre tots els sectors polítics i socials del país. El secretari general del moviment Etajdid (Renovació) va denunciar el "fracàs de la política governamental, incapaç de comprendre les demandes populars". Van veure en l'origen de les protestes el nepotisme del Govern i de la família del president Ben Ali.